# حیرانی
حیرانی نام آلبومی است با آهنگسازی کیخسرو پورناظری و با صدای شهرام ناظری با درون‌مایه‌های موسیقی عرفانی. گروه تنبور شمس نوازندگی و کیخسرو پورناظری سرپرستی گروه و آهنگسازی آن را برعهده داشت و توسط شرکت هم آواز آهنگ منتشر شده‌است.
بخشی از این آلبوم به زبان پارسی و بخش دیگر آن به زبان کردی است.

## توضیح اثر

### هنرمندان

#### نوازندگان دف
- اردشیر فهیمی (شد ز غمت)
- سیاوش ناظری
- حافظ ناظری
- تهمورس پورناظری (ضبط موسیقی)

#### نوازندگان تنبور
- کیخسرو پورناظری (آهنگساز و سرپرست گروه و نوازندهٔ بم‌تنبور)
- تهمورس پورناظری
- سهراب پورناظری
- افشین رامین
- عبدالرضا رهنما
- حسن ابدالی
- قاسم طالبی
- ایرج معروفی
- کامران حسینی

#### دیگر اعضای گروه
- حسین راه‌کوه: نقاش
- بهروز بیات: عکس
- مصطفی معظمی: طراح

### ترانه‌ها
1. حیرانی، شعر از ابوسعید ابوالخیر
2. یاوه‌ران مه‌سم، شعر از حیران علیشاه (به زبان کردی)
3. تکنوازی تنبور
4. سر مگو، شعر از حیران علیشاه (به زبان کردی)
5. شد ز غمت، شعر از مولوی
6. آواز رها، شعر از مولوی

### یاوه‌ران مه‌سم
شعر ترانهٔ یاوه‌ران مه‌سم از حیران علیشاه است که به شعلهٔ آتش عشق یا Flame of Love نیز معروف است؛ ناظری برای این ترانه چند بیت از این شعر را برگزیده و تغییراتی نیز در آن ایجاد کرده‌است. متن اصلی شعر در دیوان حیران علیشاه با عنوان کنزالعرفان آمده است.
یاوه‌ران مه‌سم (یاوران، من مستم)

یاوه‌ران مه‌سم (یاوران، من مستم)

من مه‌س مه‌خموور باده‌ێ ئه‌له‌سم (من مست مخمور بادهٔ الست‌ام)

لوتف دووس ئاما مۆحکه‌م گرت ده‌سم (لطف دوست آمد، محکم گرفت دستم)

لوتف دووس ئاما مۆحکه‌م گرت ده‌سم (لطف دوست آمد، محکم گرفت دستم)
فه‌رما وه ساقی باوه‌ر مینای مهٔ (فرمان دهید به ساقی بیاورد مینای می)

سه‌رشار که‌ر ساغه‌ر بده‌ر په‌یاپهٔ (سرشار کند ساغر و بدهد پیاپی)
په‌یاپهٔ پر کرد هه‌یاههٔ نووشام (پیاپی پر کرد و هی نوشیدم)

تا که دیده‌ێ دڵ غه‌یر ژه دووس پووشام (تا که دیدهٔ دل از غیر از دوست پوشیدم)

تا که دیده‌ێ دڵ غه‌یر ژه دووس پووشام (تا که دیدهٔ دل از غیر از دوست پوشیدم)
شۆعله‌ێ نار عشق به‌ر چی ژه پووسم (شعلهٔ آتش عشق برجهید از پوستم)

شۆعله‌ێ نار عشق به‌ر چی ژه پووسم (شعلهٔ آتش عشق برجهید از پوستم)

خالی ژه خودی مه‌ملو ژه دووسم (خالی از خود و مملو از دوست‌ام)
یاوه‌ران مه‌سم (یاوران، من مستم)

یاوه‌ران مه‌سم (یاوران، من مستم)

من مه‌س مه‌خموور باده‌ێ ئه‌له‌سم (من مست مخمور بادهٔ الست‌ام)

لوتف دووس ئاما مۆحکه‌م گرت ده‌سم (لطف دوست آمد، محکم گرفت دستم)

لوتف دووس ئاما مۆحکه‌م گرت ده‌سم (لطف دوست آمد، محکم گرفت دستمت)
ئهٔ دڵ تا که‌سی چۊ خۆم ناێ وه جووش (ای دل تا کسی چو خُم نیاید به جوش)

ئهٔ دڵ تا که‌سی چۊ خۆم ناێ وه جووش (ای دل تا کسی چو خُم نیاید به جوش)

حه‌ڵقه‌ێ به‌نده‌گی عشق نه‌که‌ێ وه گووش (حلقه بندگی عشق نکند به گوش)
مه‌حره‌مِ نمه‌ووو هه‌رگێز وه ئه‌سرار (محرم نگردد هرگز به اسرار)

نه‌خل ئۆمیدش دووسی نادێ بار (نخل امیدش دوستی نیارد به بار)

نه‌خل ئۆمیدش دووسی نادێ بار (نخل امیدش دوستی نیارد به بار)

نه‌خل ئۆمیدش دووسی نادێ بار (نخل امیدش دوستی نیارد به بار)